# Eoophyla corniculata
Eoophyla corniculata is een vlinder uit de familie van de grasmotten (Crambidae), uit de onderfamilie van de Acentropinae. De wetenschappelijke naam van deze soort is voor het eerst gepubliceerd in 2011 door Birgit Jaenicke en Wolfram Mey.
De soort komt voor in Indonesië (Sumatra).